# Koji Hashimoto
Koji Hashimoto (橋本 晃司 Hashimoto Kōji?, nacido el 22 de abril de 1986 en Kanazawa, Ishikawa) es un futbolista japonés que se desempeña como centrocampista y su equipo actual es el Iwate Grulla Morioka de la J3 League.

## Trayectoria

### Clubes
| Club                 | País           | Año           |
| -------------------- | -------------- | ------------- |
| Nagoya Grampus Eight | Japón          | 2006 - 2007   |
| Nagoya Grampus       | Japón          | 2009 - 2011   |
| Mito HollyHock       | Japón          | 2012 - 2013   |
| Omiya Ardija         | Japón          | 2014          |
| Kawasaki Frontale    | Japón          | 2015-2016     |
| Mito HollyHock       | Japón          | 2017          |
| Orange County SC     | Estados Unidos | 2018-2019     |
| Iwate Grulla Morioka | Japón          | 2020-presente |

## Estadística de carrera

### J. League
| Club                 | Año   | J. League | J. League | Copa J. League | Copa J. League | Total | Total |
| Club                 | Año   | Part.     | Goles     | Part.          | Goles          | Part. | Goles |
| -------------------- | ----- | --------- | --------- | -------------- | -------------- | ----- | ----- |
| Nagoya Grampus Eight | 2006  | 1         | 0         | 0              | 0              | 1     | 0     |
| Nagoya Grampus Eight | 2007  | 0         | 0         | 1              | 0              | 1     | 0     |
| Nagoya Grampus       | 2009  | 1         | 0         | 0              | 0              | 1     | 0     |
| Nagoya Grampus       | 2010  | 0         | 0         | 3              | 0              | 3     | 0     |
| Nagoya Grampus       | 2011  | 3         | 0         | 2              | 1              | 5     | 1     |
| Mito HollyHock       | 2012  | 38        | 6         | -              | -              | 38    | 6     |
| Mito HollyHock       | 2013  | 39        | 12        | -              | -              | 39    | 12    |
| Omiya Ardija         | 2014  | 16        | 2         | 6              | 2              | 22    | 4     |
| Kawasaki Frontale    | 2015  | 2         | 0         | 4              | 0              | 6     | 0     |
| Kawasaki Frontale    | 2016  | 7         | 0         | 5              | 1              | 12    | 1     |
| Mito HollyHock       | 2017  | 36        | 3         | -              | -              | 36    | 3     |
| Total                | Total | 143       | 23        | 21             | 4              | 164   | 27    |

## Palmarés

### Títulos nacionales
| Título    | Club           | País  | Año  |
| --------- | -------------- | ----- | ---- |
| J1 League | Nagoya Grampus | Japón | 2010 |